# 怪奇四十面相
『怪奇四十面相』（かいきしじゅうめんそう）は月刊娯楽雑誌「少年」（光文社）に1952年に連載された江戸川乱歩作の少年向け推理小説シリーズの第8話目である。

## 概要
怪人二十面相が「四十面相」と改名宣言を行い、新たな犯行予告をする内容。四十面相のネーミングはアメリカの小説家トマス・ハンシューの『四十面相のクリーク』が影響している。
序盤では獄中の二十面相が脱獄する場面が描かれている。なお、怪人二十面相といえども、獄中で弁護士と接見する際には立会人なくして接見することができる秘密接見が行われていることが描写されている。

## あらすじ
獄中の二十面相は世間で自分が二十面相と呼ばれているのを不満に持ち、自分は少なくともその二倍の顔を持っているから、これからは四十面相と呼ぶことを求める新聞広告を出す。
そして、四十面相は新聞広告で脱獄宣言と新たな犯行予告を提示する・・・